# Adrianna Bilik
Adrianna Bilik, po mężu Biermaier (ur. 18 maja 1945 w Eitzing, zm. 5 października 2023 w Wiedniu) – austriacka koszykarka, uczestniczka mistrzostw Europy.
W 1946 roku przeprowadziła się z matką do miasta Šoporňa (wówczas Czechosłowacja). Została młodzieżową mistrzynią Słowacji w tenisie stołowym, a w 1963 roku wzięła udział w mistrzostwach świata w tenisie stołowym w Pradze, reprezentując Czechosłowację. W 1962 rozpoczęła grę w koszykówkę, w BK Slovan Bratysława. 
W 1973 przeprowadziła się do Francji, następnie w 1976 ponownie do Austrii.
W swoim najbardziej udanym meczu zdobyła indywidualnie 92 punkty, natomiast w Pucharze Europy – 66 (w 1979 przeciwko Sportingowi Ateny). W całej swojej karierze zdobyła łącznie ponad 13000 punktów. Jej średnia w 246 meczach ligi austriackiej wyniosła imponujące 40,8 punktów.
Wyszła za mąż za trenera koszykówki Ericha Biermaiera.

## Osiągnięcia
Na podstawie, o ile nie zaznaczono inaczej.

### Drużynowe
- Mistrzyni:
  - Francji (1974, 1975)
  - Austrii (1967–1973, 1978, 1979, 1986–1988)
- Wicemistrzyni Austrii (5x)
- Uczestniczka rozgrywek Pucharu Ronchetti (1977/1978, 1984/1985)

### Indywidualne
- Liderka strzelczyń ligi austriackiej (14 x)

### Reprezentacja
- Uczestniczka mistrzostw Europy (1970 – 11. miejsce, 1972 – 12. miejsce)[3][4]